# Zarzuela (Spagna)
Zarzuela è un comune spagnolo di 204 abitanti situato nella comunità autonoma di Castiglia-La Mancia.